# Lew Szwarcman
Lew Leonidowicz (Aronowicz) Szwarcman (ros. Лев Леони́дович (Аронович) Шва́рцман, ur. 12 lipca?/25 lipca 1907 w Petersburgu (lub w Szpole), zm. 13 maja 1955 w Moskwie) – funkcjonariusz radzieckich służb specjalnych, pułkownik.

## Życiorys
Syn urzędnika bankowego, który walczył w wojnie domowej w Rosji w szeregach armii Białych i 1919 zginął podczas walk. Ukończył w 1924 szkołę robotniczą w Kijowie, 1925 wstąpił do Komsomołu, był roznosicielem gazet, później reporterem i od lutego 1929 kierownikiem oddziału redakcji gazety "Moskowskij Komsomolec" i sekretarzem redakcji "Raboczej Moskwy". Od 1937 funkcjonariusz NKWD, oficer operacyjny Oddziału 9 Wydziału Tajno-Politycznego Głównego Zarządu Bezpieczeństwa Państwowego, od 8 kwietnia 1938 porucznik bezpieczeństwa państwowego, od grudnia 1938 zastępca szefa Oddziału Śledczego NKWD, od września 1939 zastępca szefa Oddziału Śledczego Głównego Zarządu Ekonomicznego NKWD ZSRR, 14 marca 1940 awansowany na majora bezpieczeństwa państwowego. Od 15 marca 1940 zastępca naczelnika grupy operacyjnej czekistów w Wyborgu, przeprowadzał aresztowania, kierował dochodzeniami i organizował struktury NKWD na włączonych do ZSRR części Finlandii po agresji na ten kraj. Od lutego 1941 zastępca szefa Oddziału Śledczego NKGB ZSRR, od sierpnia 1941 zastępca szefa Oddziału Śledczego NKWD/NKGB/MGB ZSRR do Spraw Szczególnej Wagi, 14 lutego 1943 mianowany pułkownikiem bezpieczeństwa państwowego. W czerwcu 1949 wysłany do Bułgarii, by pomóc w prowadzeniu śledztwa w sprawie członka Biura Politycznego Bułgarskiej Partii Komunistycznej Trajczo Kostowa. 
13 lipca 1951 aresztowany wraz z całym kierownictwem Oddziału Śledczego MGB ZSRR, 3 marca 1955 skazany na śmierć, rozstrzelany 13 maja 1955 po odrzuceniu przez Prezydium Rady Najwyższej ZSRR prośby o ułaskawienie.

## Odznaczenia
- Order Wojny Ojczyźnianej I klasy (24 września 1943)
- Order Czerwonej Gwiazdy (26 kwietnia 1940)
- Order „Znak Honoru” (20 września 1943)
- Odznaka "Zasłużony Funkcjonariusz NKWD" (4 lutego 1942)

I 6 medali.